# پارک استانی

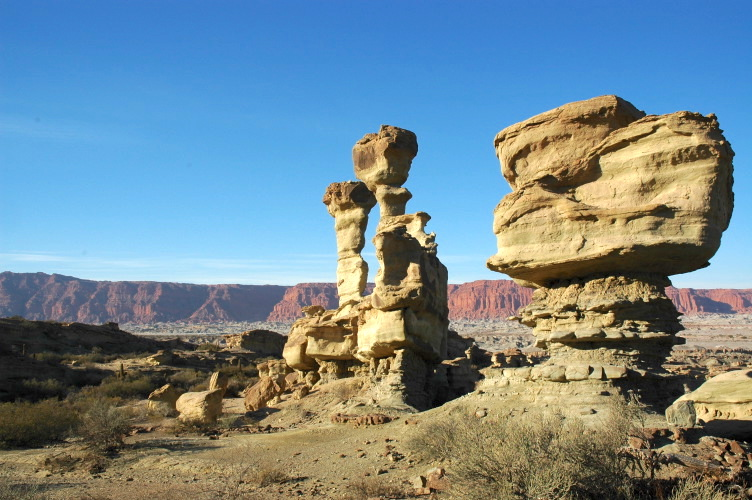
پارک استانی ایشیگوالاستو

پارک استانی Provincial park (یا پارک سرزمینی) پارکی است که بر خلاف پارک ملی توسط یکی از استانهای یک کشور اداره می‌شود. آنها شبیه پارک‌های دولتی در کشورهای دیگر هستند. آنها معمولاً برای تفریح برای عموم باز هستند. محیط آنها ممکن است کم و بیش به شدت محافظت شود. آرژانتین، بلژیک، کانادا و آفریقای جنوبی از جمله کشورهایی هستند که پارک‌های استانی دارند.